# Свети Георги (Реселец)
„Свети Георги“ е възрожденска православна църква на Врачанската епархия на Българската православна църква, разположена в плевенското село Реселец.

## История
Построена е в 1893 година от тревненския майстор Генчо Ганчев. Живописта в нея е от 1894 година и е дело на дебърските майстори Мирон Илиев и тайфата му, в която влизат Велко Илиев, Мелетий Божинов, Григор Петров и Саве Попбожинов. Изрисуват всички икони и стенописи в църквата. Осветена е на 26 май 1894 година.